# Прибор (Быховский район)
При́бор (бел. Пры́бар) — деревня в составе Краснослободского сельсовета Быховского района Могилёвской области Республики Беларусь.

## Заказник
Между деревнями Прибор и Таймоново в долине Днепра расположен ландшафтный заказник республиканского значения «Старица».

## Население
- 2010 год — 23 человека